# 巴西鯪脂鯉
巴西鯪脂鯉（学名：Prochilodus costatus）為輻鰭魚綱脂鯉目脂鯉亞目鯪脂鯉科的其中一個種，分布於南美洲巴西聖弗朗西斯科河流域，體長可達42公分，棲息在河川底中層水域，生活習性不明。